# Kirill Wladimirowitsch Kombarow
Kirill Wladimirowitsch Kombarow (russisch Кири́лл Влади́мирович Комба́ров; * 22. Januar 1987 in Moskau) ist ein russischer Fußballspieler. Seit Januar 2017 steht der Mittelfeldspieler bei Arsenal Tula unter Vertrag. Sein Zwillingsbruder Dmitri Kombarow spielt bei Spartak Moskau.

## Karriere
Kirill Kombarow fing im Alter von vier Jahren an, Fußball zu spielen. 1993 traten er und sein Bruder in die Fußball-Akademie von Spartak Moskau ein. Nach einem Konflikt mit ihrem Jugendtrainer verließen sie jedoch Spartak und wechselten zum Stadtrivalen Dynamo Moskau.
2006 debütierte Kirill in der Profi-Mannschaft von Dynamo in einem Pokalspiel gegen Nischni Nowgorod. Im August 2010 verließen die Brüder Dynamo Moskau und wechselten zurück zu Spartak. Im Sommer 2016 wechselte Kirill Kombarow zum Aufsteiger in die Erste russische Liga Tom Tomsk.

## Privates
Kirill Kombarow ist seit 2010 mit seiner Frau Jekaterina verheiratet. Das Paar hat zwei Söhne: Ilja (* 2011) und Timofei (* 2012).